# Richmond Heights (Florida)
Richmond Heights ist  ein census-designated place (CDP) im Miami-Dade County im US-Bundesstaat Florida. Das U.S. Census Bureau hat bei der Volkszählung 2020 eine Einwohnerzahl von 8.944 ermittelt. 

## Geographie
Richmond Heights liegt etwa 15 km südwestlich von Miami. Der CDP wird von den Florida State Roads 821 (Homestead Extension of Florida’s Turnpike, mautpflichtig) und 992 tangiert.

## Demographische Daten
Laut der Volkszählung 2010 verteilten sich die damaligen 8541 Einwohner auf 2945 Haushalte. Die Bevölkerungsdichte lag bei 1986,3 Einw./km². 22,8 % der Bevölkerung bezeichneten sich als Weiße, 72,1 % als Afroamerikaner, 0,3 % als Indianer und 0,4 % als Asian Americans. 1,6 % gaben die Angehörigkeit zu einer anderen Ethnie und 2,8 % zu mehreren Ethnien an. 25,0 % der Bevölkerung bestand aus Hispanics oder Latinos.
Im Jahr 2010 lebten in 39,5 % aller Haushalte Kinder unter 18 Jahren sowie 35,8 % aller Haushalte Personen mit mindestens 65 Jahren. 78,9 % der Haushalte waren Familienhaushalte (bestehend aus verheirateten Paaren mit oder ohne Nachkommen bzw. einem Elternteil mit Nachkomme). Die durchschnittliche Größe eines Haushalts lag bei 3,10 Personen und die durchschnittliche Familiengröße bei 3,48 Personen.
26,7 % der Bevölkerung waren jünger als 20 Jahre, 23,9 % waren 20 bis 39 Jahre alt, 27,7 % waren 40 bis 59 Jahre alt und 21,6 % waren mindestens 60 Jahre alt. Das mittlere Alter betrug 39 Jahre. 45,9 % der Bevölkerung waren männlich und 54,1 % weiblich.
Das durchschnittliche Jahreseinkommen lag bei 36.150 $, dabei lebten 21,5 % der Bevölkerung unter der Armutsgrenze.
Im Jahr 2000 war Englisch die Muttersprache von 87,30 % der Bevölkerung und spanisch sprachen 12,70 %.